# Eus
Eus (in catalano Eus) è un comune francese di 422 abitanti situato nel dipartimento dei Pirenei Orientali nella regione dell'Occitania.

## Società

### Evoluzione demografica

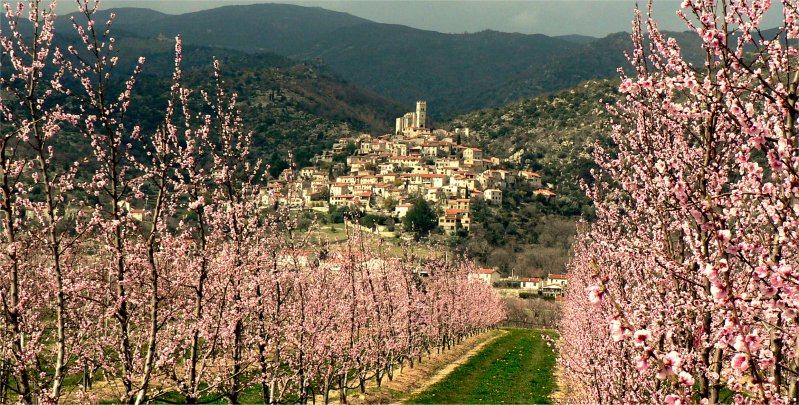
Peschi in fiore, sullo sfondo l'abitato di Eus.

Abitanti censiti